# Mebanazina
La Mebanazina (conocida también como Actomol) es un inhibidor de la monoaminooxidasa (IMAO) derivado de la hidrazina y relacionada estructuralmente con la iproniazida que fue utilizado como antidepresivo en la década del 60, y que tendría también efectos hipoglucemiante de la insulina en pacientes diabéticos que además sufrían depresión.
Actualmente, se encuentra discontinuado, debido principalmente a sus efectos adversos tales como: estreñimiento, trastornos estomacales y del intestino, mareos, somnolencia, sequedad de boca, fatiga, dolor de cabeza, insomnio, picazón, espasmos musculares, retención de líquidos, temblores, espasmos, aumento de peso, ansiedad, convulsiones, sensación de delirio, glaucoma, dificultad para orinar, daño hepático, rigidez muscular, esquizofrenia, trastornos mentales, aumento del ritmo cardíaco, lupus, entre otros.